# Arvid Hultin
Arvid Edvard Hultin, född den 3 augusti 1855 i Helsinge socken, Nyland, död 1935, var en finländsk litteraturhistoriker.
Hultin blev student 1872, filosofie kandidat 1878, amanuens vid universitetsbiblioteket i Helsingfors 1879 och, efter 1902 avlagd filosofie licentiatexamen, vicebibliotekarie 1903. Efter att ha befordrats till bibliotekarie tog han 1926 avsked. Hultin tillhörde 1883–1900 tidningen "Nya pressens" redaktion, som utrikesredaktör, men ägnat sig, sedan han 1895 valts till sekreterare i Svenska litteratursällskapet i Finland, alltmer uteslutande åt litteraturhistorisk forskning. 
Han utgav Studier bland inhemske lyriker (1881), biografin Daniel Achrelius (1895), "Samlade dikter af K. R. Malmström" (jämte levnadsteckning, 1900), "Valda skrifter af Jakob Frese" (med en teckning av hans levnad och skaldskap, 1902), Torsten Rudeen (biografi, samma år), Den svenska vitterheten i Finland 1640–1720 (1904) och Finlands litteratur under frihetstiden, I (1906). Dessutom offentliggjorde han en mängd på självständig forskning vilande uppsatser i Svenska litteratursällskapets "Förhandlingar", i "Finsk tidskrift" och tidigare i svenska tidskrifter samt bibliografin Den svenska skönliteraturen i Finland t. o. m. år 1885 (1888).
Han skrev ytterligare Det ekonomiska tidevarvet i Finlands litteraturhistoria (1910) och Gustaf Filip Creutz. Hans levnad och vittra skrifter (1913), bägge i "Skrifter utgifna af Svenska litteraturhistoriska sällskapet i Finland", Bidrag till litteratur- och lärdomshistorien i Finland 1640-1720 (i ovannämnda sällskaps "Förhandlingar och uppsatser", 27, 1914), Frihetstidens litteratur- och lärdomshistoria i Finland (ibid., 28, 1915), Åbo tidningar under Porthan-Franzénska tiden (ibid., 30, 1917), Litteraturstudier i Åbo under Porthans tid (ibid., 31, 1918), Borgå gymnasii historia I-II (i ovannämnda sällskaps "Skrifter", 153, 159, 1920, 1923) med mera. Han utgav G.F. Creutz’ "Vittra skrifter" 1913. Honom har tillägnats "Studier tillägnade Arvid H. på hans sextioårsdag den 3 augusti 1915" (1915).